# 定江镇
定江镇，是中华人民共和国广西壮族自治区桂林市灵川县下辖的一个镇。

## 行政区划
定江镇下辖以下地区：
定江社区、兴坪社区、莲花村、宝路村、粟家村、赤江村、定江村、法源村和金灵村。

## 交通
- 贵广客运专线：桂林西站

## 中国传统村落
2012年，路西村被评为首批“中国传统村落”。